# Frengers
 (juin 2018).
Si vous disposez d'ouvrages ou d'articles de référence ou si vous connaissez des sites web de qualité traitant du thème abordé ici, merci de compléter l'article en donnant les références utiles à sa vérifiabilité et en les liant à la section « Notes et références ».
Albums de Mew
Half The World Is Watching Me
(2000) And the Glass Handed Kites
(2005)
Singles
1. Comforting Sounds
Sortie : 2003
2. Am I Wry? No
Sortie : 2003
3. She Came Home for Christmas
Sortie : 2003
4. 156
Sortie : Juillet 2003

Frengers (parfois appelé Frengers: Not Quite Friends, But Not Quite Strangers - en français : Pas tout à fait amis, mais pas tout à fait des étrangers) est le troisième album du groupe danois de rock indépendant et de new prog Mew, sorti en avril 2003.

## Présentation
C'est avec cet album que le groupe obtient une reconnaissance internationale.
Six des dix titres de l'album figuraient déjà dans les deux premiers albums de Mew, A Triumph for Man (1997) et Half the World Is Watching Me (2000), qui ont tous deux été diffusés à l'international ; ces morceaux ont, toutefois, été réenregistrés pour Frengers. Les quatre autres titres sont des titres inédits originaux.
La chanson Her Voice Is Beyond Her Years comporte la voix de la chanteuse suédoise Stina Nordenstam et Symmetry la voix de Georgia Becky Jarrett, âgée de 13 ans .
L'édition japonaise de l'album inclut également, en pistes bonus, les réenregistrements des chansons I Should Have Been A Tsin-Tsi (For You) et Wherever, également issues de A Triumph for Man.
Le titre est un mot-valise, contraction des deux mots anglais friend (en français : ami) et stranger (en français : étranger). Un frenger pourrait ainsi se définir comme n'étant « pas tout à fait un ami, sans toutefois être un étranger ».

## Liste des titres
Toutes les chansons sont écrites et composées par Mew.
| 1.    | Am I Wry? No                       | 4:57 |
| 2.    | 156                                | 4:57 |
| 3.    | Snow Brigade                       | 4:25 |
| 4.    | Symmetry                           | 5:42 |
| 5.    | Behind the Drapes                  | 3:42 |
| 6.    | Her Voice Is Beyond Her Years      | 2:51 |
| 7.    | Eight Flew Over, One Was Destroyed | 4:50 |
| 8.    | She Came Home for Christmas        | 3:57 |
| 9.    | She Spider                         | 4:47 |
| 10.   | Comforting Sounds                  | 8:53 |
| 49:01 |                                    |      |

| Titres bonus - Édition Japon (Epic Records International, 22 octobre 2003) | Titres bonus - Édition Japon (Epic Records International, 22 octobre 2003) | Titres bonus - Édition Japon (Epic Records International, 22 octobre 2003) | Titres bonus - Édition Japon (Epic Records International, 22 octobre 2003) | Titres bonus - Édition Japon (Epic Records International, 22 octobre 2003) | Titres bonus - Édition Japon (Epic Records International, 22 octobre 2003) | Titres bonus - Édition Japon (Epic Records International, 22 octobre 2003) | Titres bonus - Édition Japon (Epic Records International, 22 octobre 2003) | Titres bonus - Édition Japon (Epic Records International, 22 octobre 2003) | Titres bonus - Édition Japon (Epic Records International, 22 octobre 2003) |
| No                                                                         | Titre                                                                      | Durée                                                                      |                                                                            |                                                                            |                                                                            |                                                                            |                                                                            |                                                                            |                                                                            |
| -------------------------------------------------------------------------- | -------------------------------------------------------------------------- | -------------------------------------------------------------------------- | -------------------------------------------------------------------------- | -------------------------------------------------------------------------- | -------------------------------------------------------------------------- | -------------------------------------------------------------------------- | -------------------------------------------------------------------------- | -------------------------------------------------------------------------- | -------------------------------------------------------------------------- |
| 11.                                                                        | I Should Have Been A Tsin-Tsi (For You)                                    | 2:02                                                                       |                                                                            |                                                                            |                                                                            |                                                                            |                                                                            |                                                                            |                                                                            |
| 12.                                                                        | Wherever                                                                   | 4:22                                                                       |                                                                            |                                                                            |                                                                            |                                                                            |                                                                            |                                                                            |                                                                            |
| 55:21                                                                      |                                                                            |                                                                            |                                                                            |                                                                            |                                                                            |                                                                            |                                                                            |                                                                            |                                                                            |

## Crédits
| - Jonas Bjerre : guitare électrique, guitare acoustique, piano, harmonium, mellotron, synthétiseurs, chant - Bo Madsen : guitare électrique, guitare acoustique - Johan Wohlert : basse, guitares - Silas Utke Graae Jørgensen : batterie, percussions | - Production : Jon "Joshua" Schumann, Mew, Rich Costey - Enregistrement, mixage : Rich Costey - Mastering : George Marino - Ingénierie (additionnels) : Andreas Hviid, Dan Leffler, Darren Mora, Flemming Rasmussen, Fred Archambault, Jon Schumann, Troels Alsted - Direction artistique, design : Tom Hingston Studio - Photographie : Stefan Ruiz |